# Ben Olsen
Benjamin Robert „Ben” Olsen (ur. 3 maja 1977 w Harrisburgu) – amerykański piłkarz występujący na pozycji pomocnika.
W latach 1995–1997 występował w Virginia Cavaliers. Następnie trafił do D.C. United, gdzie do roku 2009 rozegrał 221 ligowych spotkań. W sezonie 2000/2001 przebywał na wypożyczeniu w angielskim Nottingham Forest.